# Daniel Siebert
Daniel Siebert (* 4. Mai 1984 in Ost-Berlin) ist ein deutscher Fußballschiedsrichter. Seit der Saison 2012/13 pfeift er in der Bundesliga. Er kam bei der Weltmeisterschaft 2022 in Katar zum Einsatz.

## Leben
Siebert wurde im Ost-Berliner Bezirk Lichtenberg geboren und ist Sportwissenschaftler. Er ist Mitglied des FC Nordost Berlin. Seit 1998 ist er Schiedsrichter und wurde 2007 zum DFB-Schiedsrichter berufen. Ab 2009 leitete er Spiele der Zweiten Liga. Seine erste Begegnung im deutschen Fußball-Oberhaus war die Begegnung zwischen dem FC Schalke 04 und dem FC Augsburg am 1. September 2012. Dabei verteilte er drei Gelbe Karten.
Siebert wurde 2015 Nachfolger von Wolfgang Stark als FIFA-Schiedsrichter.
Sein internationales Debüt gab Siebert am 29. Mai 2015, als er das Qualifikationsspiel zur U-19-Europameisterschaft zwischen Portugal und der Türkei leitete. Das erste A-Länderspiel unter seiner Leitung war die Partie zwischen Luxemburg und Moldawien am 9. Juni 2015. In der Gruppenphase der UEFA Champions League gab er sein Debüt am 24. Oktober 2018 beim 4:0-Sieg des FC Liverpool gegen FK Roter Stern Belgrad. Sein erstes internationales Turnier hatte Siebert mit der U20-Weltmeisterschaft 2019 in Polen.
Im April 2021 wurde Siebert als einer von 19 Unparteiischen von der UEFA für die Europameisterschaft 2021 nominiert, wo er zu drei Einsätzen kam. Ebenfalls 2021 wurde Siebert beim FIFA-Arabien-Pokal eingesetzt, bei dem er zu vier Einsätzen kam, darunter das Endspiel zwischen Tunesien und Algerien.
Zur zweiten Hälfte der Saison 2021/22 stieg Siebert in die Kategorie der UEFA-Elite-Schiedsrichter auf.
Im Mai 2022 wurde er gemeinsam mit seinen Assistenten Rafael Foltyn und Jan Seidel für die Weltmeisterschaft 2022 im November und Dezember 2022 nominiert.
Am 22. Mai 2023 wurde Siebert mit der Leitung des 80. DFB-Pokalfinals im Berliner Olympiastadion zwischen RB Leipzig und Eintracht Frankfurt betraut. Ihm assistierten Jan Seidel und Rafael Foltyn. Als Vierter Offizieller fungierte Daniel Schlager, Video-Assistenten waren Marco Fritz und Dominik Schaal.
Für die Fußball-Europameisterschaft 2024 in Deutschland wurde Siebert erneut als Schiedsrichter nominiert, als Assistenten fungierten wieder Foltyn und Seidel. Dort leitete er zwei Gruppenspiele und war mehrfach als 4. Offizieller im Einsatz.
Siebert lebt mit Frau und Tochter in Berlin, wo er in Teilzeit als Lehrer an der Sportschule Hohenschönhausen tätig ist.

## Turniere

### Europameisterschaft 2021
| Phase        | Datum         | Spielort         | Heimmannschaft | Gastmannschaft | Ergebnis  |
| ------------ | ------------- | ---------------- | -------------- | -------------- | --------- |
| Gruppenphase | 14. Juni 2021 | Glasgow          | Schottland     | Tschechien     | 0:2 (0:1) |
| Gruppenphase | 18. Juni 2021 | Sankt Petersburg | Schweden       | Slowakei       | 1:0 (0:0) |
| Achtelfinale | 26. Juni 2021 | Amsterdam        | Wales          | Dänemark       | 0:4 (0:1) |

### Weltmeisterschaft 2022
| Phase        | Datum         | Spielort | Heimmannschaft | Gastmannschaft | Ergebnis  |
| ------------ | ------------- | -------- | -------------- | -------------- | --------- |
| Gruppenphase | 26. Nov. 2022 | al-Wakra | Tunesien       | Australien     | 0:1 (0:1) |
| Gruppenphase | 2. Dez. 2022  | al-Wakra | Ghana          | Uruguay        | 0:2 (0:2) |

### Europameisterschaft 2024
| Phase        | Datum         | Spielort  | Heimmannschaft | Gastmannschaft | Ergebnis  |
| ------------ | ------------- | --------- | -------------- | -------------- | --------- |
| Gruppenphase | 22. Juni 2024 | Hamburg   | Georgien       | Tschechien     | 1:1 (1:0) |
| Gruppenphase | 26. Juni 2024 | Frankfurt | Slowakei       | Rumänien       | 1:1 (1:1) |